# CHiPs
CHiPs (nach dem engl. Akronym für California Highway Patrol) ist eine US-amerikanische Fernsehserie, die von 1977 bis 1983 produziert wurde. Die Erstausstrahlung in Deutschland fand am 27. Dezember 1989 auf dem Privatsender RTL plus statt. Hauptdarsteller sind Larry Wilcox (Jon Baker) und Erik Estrada (Frank „Ponch“ Poncherello).

## Handlung
Die Serie spielt im Los Angeles der späten 1970er und frühen 1980er Jahre und handelt von zwei Motorradpolizisten der California Highway Patrol und ihren Kollegen. In insgesamt 139 Folgen, die in 6 Staffeln produziert wurden, erleben sie viele interessante, aber auch ungewöhnliche Abenteuer und Einsätze. Bekannt sind vor allem die teils wilden Verfolgungsjagden, die fast immer mit Unfällen enden. Ursprünglich sollte CHiPs eine Comedyserie werden, was sich vor allem in der ersten Staffel bemerkbar macht. Allerdings traten später verstärkt ernstere Elemente wie Alkohol und andere Drogen am Steuer, Geisterfahrer, Fahrerflucht oder Raserei in den Vordergrund.

## Hauptfiguren
Jon Baker, Officer (Larry Wilcox)
Jon wuchs zusammen mit seiner älteren Schwester in Wyoming auf einer Ranch auf und lernte dort auch das Reiten. Nach seinem Einsatz mit dem US Marines Corps bewarb er sich bei der California Highway Patrol und wurde Motorradpolizist. Sein erster Partner, Gary Bertrom, verunglückte bei einem Einsatz tödlich, weswegen er mit Ponch ein Team bildete. Er lebt in einem Apartmenthaus und fuhr anfangs privat einen Austin Mini, ab Staffel 2 einen Pick-up GMC Sierra Classic.
Zum Ende der 5. Staffel geht Jon zurück nach Wyoming, um dort vorübergehend seinem Vater auf dessen Ranch zu helfen. Am Anfang der 6. Staffel kehrt er jedoch zu den CHiPs zurück.
Francis „Frank“ Llewellyn „Ponch“ Poncherello, Officer (Erik Estrada)
Ponch ging nach seiner Schulzeit an der Lehigh Polytechnical High School zu den CHiPs.
Im Verlauf der Serie wird bekannt, dass Jon ihn überredet hat, zur Polizei zu gehen. 1975 wurde er schließlich CHP-Officer und in seiner halbjährigen Probezeit Jon zugeteilt. Die erste Episode der Serie spielt zwei Tage vor Ende dieser Probezeit. Das Team arbeitet fast immer zusammen, erst als später die Differenzen zwischen den beiden Schauspielern wachsen, trennen sich auch die Wege von Ponch und Jon. In Staffel 6 sind so Bobby und Bruce Nelson seine Partner. Ebenfalls in Staffel 6 heiratet er seine Frau, die er kurz zuvor bei einem Autounfall kennengelernt hatte. Kurze Zeit später wird auch sein Sohn, Frank Junior, geboren. Nachdem seine Frau erkrankt, hängt er seinen Dienst an den Nagel, um sich um die Familie kümmern zu können. Wenig später stirbt sie. Frank ist der Pechvogel der Einheit – wenn etwas schiefgeht, dann meistens bei ihm. Wohl deswegen steht er bei Getraer nicht hoch in der Gunst. Er hat zwei Brüder (Robert und Martin) sowie eine Schwester (Patti). Alle drei arbeiten in der Firma seines Vaters in Chicago. Poncherello wohnte zuerst in einem Wohnmobil, welches er für 2.625 $ gebraucht kaufte. Später zog er wie Jon in ein Apartmenthaus um.
Joseph Getraer, Sergeant (Robert Pine)
Getraer ist der Chef der im Film dargestellten CHiPs, oftmals streng, aber in der Regel fair und deswegen bei allen beliebt – nur nicht bei Ponch und Harlans (s. u.) Hund Dave. Dieser pinkelt Getraer bei jeder Gelegenheit an. Während eines Einsatzes verletzte er sich am Auge und wurde anschließend im Krankenhaus fast ermordet. In Staffel 6 übernimmt Jon seinen Posten. Er ist verheiratet mit Betty und hat drei Kinder: Timmy und Ellen, im Verlauf der Serie wurde Christopher geboren. Vor seiner Karriere bei der Polizei diente er in der US Navy als Petty Officer Third Class.
Steve McLeish, Officer (Bruce Jenner)
Steve hat zwei Brüder, Toro und Ted. In seiner Freizeit fährt er Crossroad. Er ersetzte Ponch in dessen Auszeit.
Harlan Arliss, Mechaniker (Lou Wagner)
Harlan kümmert sich ab Staffel 2 um die Fahrzeuge der CHiPs. Er wollte selbst Polizist werden, fiel jedoch beim Einstellungstest durch, da er die Mindestanforderungen (Körpergröße) nicht erfüllte. Er hält einen ehemaligen Drogenspürhund namens Dave, der ständig Sgt. Getraer anpinkelt.
Barry „Bear“ Baricza, Officer (Brodie Greer)
Barry ist im Gegensatz zu Jon und Ponch mit einem Polizeiauto unterwegs. Er war der einzige Polizist in der Serie, der seine Waffe benutzen musste. In Staffel 5 verließ er die CHiPs, um seinen Vater in dessen Firma zu unterstützen. Er hat eine Ausbildung als Pilot und Fluglehrer und ist sportlich aktiv: Zusammen mit Fritz gewann er 1976 den Bowling-Wettbewerb der CHP und ist im CHP-Basketballteam.
Bonnie Clark, Officer (Randy Oakes)
Bonnie stammt aus Iowa. Wie bei weiblichen Rollen zu dieser Zeit üblich, wird sie oftmals als das temperamentvolle, impulsive, aber auch schwache Glied in der Truppe beschrieben. So wird sie durch die „Satan’s Angels“ gekidnappt, verursacht mehrere Unfälle, verliert bei sportlichen Wettbewerben. Allerdings beherrscht sie Karate und unterrichtet mehrmals Frauen in Selbstverteidigung. Bonnie ist fröhlich und optimistisch, mit Jon und Ponch verbindet sie eine gute Freundschaft, sie ist loyal und immer bereit zu helfen.
Gene Fritz, Officer (Lewis Saunders)
Fritz spielt lediglich in den ersten beiden Staffeln mit und ist mit Bear befreundet. Zusammen gewinnen sie ein Bowling-Turnier. Er ist sportlich aktiv, spielt im Basketball-Team mit.
Arthur „Grossie“ Grossman, Officer (Paul Linke)
Grossie wollte schon immer Polizist werden, schaffte dies trotz seines Übergewichts dann auch. Zusammen mit Jon Baker ist er wohl der dienstälteste Streifenpolizist des Reviers. Er ist, wohl aufgrund seiner Leibesfülle, etwas tollpatschig, was ihm den Spott seiner Kollegen einbringt. Allerdings ist er ein überaus gewissenhafter Polizist. Nebenbei schreibt er Artikel für den Highway Patrolman, die interne Zeitschrift der Cops. Im Verlauf der Serie verunglückt er und erholt sich nur langsam von den Verletzungen und dem Schock. Er ist verheiratet und hat zwei Cousinen.
Jebediah Turner, Officer (Michael Dorn)
Turner ist Streifenpolizist und fährt wie Bear und Sindy im Auto. Trotz seiner 2 Meter ist er sehr athletisch, schüchtert damit auch immer gerne diverse Ganoven ein. Er ist überaus gewissenhaft und kollegial und zufällig meist „um die Ecke“.

## Dreharbeiten
Die Dreharbeiten fanden durchweg im San Fernando Valley statt. Für die Dreharbeiten auf den Autobahnen mit teils spektakulären Unfällen wurden neugebaute, aber noch nicht eröffnete Freeways verwendet. So spielt die erste Staffel hauptsächlich auf dem Glendale Freeway (Highway 2) bei Montrose. Später wurden der Foothill Freeway (Interstate 210) und der Simi Valley Freeway (Highway 18) genutzt.
Die Außenaufnahmen der Polizeiwache erfolgte bei „California Highway Patrol Central Station Los Angeles, 777 W Washington Blvd., Los Angeles, CA 90015“.

## Motorräder
Die Motorradpolizisten in der Serie nutzen die Modelle KZ-900P und KZ-1000P von Kawasaki. Ponch gewann im Verlauf der Serie die normale Straßenversion Z1-R beinahe in der Quiz-Sendung „Name your Price“. Er merkte sich im Vorfeld als Training jeden Preis, den er sah, vergaß aber dabei seine eigene Maschine. Die Folge ist in der ersten Staffel auf DVD zu sehen.

## Todesfälle
In der Serie kam es, obwohl eigentlich in jeder Folge schwere Unfälle vorkommen, zu sehr wenigen Todesfällen: Elf Personen kamen bei ein und demselben Unfall ums Leben, zwei Polizisten sowie ein Feuerwehrmann bei Explosionen, eine Frau nach einem Autounfall, der von ihrem betrunkenen Mann verursacht wurde, ein Mann starb bei einer Operation, ein weiterer wurde ermordet, und einige Personen starben bei Autounfällen. Teilweise sind diese Unfälle nicht zu sehen. In der Regel erhält Jon wegen seiner mitfühlenden Art den Auftrag, die Hinterbliebenen zu unterrichten.

## Gastrollen
In vielen Folgen hatten mittlerweile sehr bekannte Schauspieler einen Gastauftritt, wie zum Beispiel Dwight Schultz (Das A-Team), David Caruso (CSI: Miami), Michael Dorn (Raumschiff Enterprise: Das nächste Jahrhundert), Tracey Gold (Unser lautes Heim), Joe Penny (Trio mit vier Fäusten) uvm.

## Hintergrund
Erfinder und erster Produzent war Rick Rosner, der selbst Polizist war und so eigene Erfahrungen einbringen konnte.
Die Serie war vor allem aufgrund ihrer Hauptdarsteller ein solcher Erfolg – die Charaktere Jon Baker und Frank „Ponch“ Poncherello bildeten ein unschlagbares Team, das hoch in der Gunst der Zuschauer stand. Zwischen 1978 und 1980 wurde die Serie in die Top 20 der amerikanischen TV-Serien gewählt.
Wegen Streitigkeiten um Beliebtheit und Gagen kam es zwischen den Hauptdarstellern Larry Wilcox und Erik Estrada hinter den Kulissen zu einem Zerwürfnis. Schließlich ging ihre Auseinandersetzung so weit, dass Erik Estrada die Serie verließ. So wurde als Ersatz für ihn Bruce Jenner ins Boot geholt, für den die Rolle des Steve McLeish geschrieben wurde. Als Erik Estrada schließlich nach Beilegung verschiedener Differenzen zurückkehrte, musste Bruce Jenner gehen.
Nach der Rückkehr von Erik Estrada begannen die Streitigkeiten zwischen ihm und Larry Wilcox erneut, und so dauerte es nicht lange, bis die Produzenten handelten und Larry Wilcox nach Ende der fünften Staffel entließen. Doch mit ihm gingen auch viele andere Darsteller, denen die Serie auch einen Teil ihrer Beliebtheit verdankte.
So wurde die sechste Staffel ohne diese Darsteller gedreht, und es musste dringend Ersatz für die Ausfälle gefunden werden. Man verpflichtete Tom Reilly als Officer Bobby Nelson und Bruce Penhall als Kadett Bruce Nelson. Ohne den Charakter des Jon Baker war aber auch der des Frank Poncherello nicht mehr interessant, und so sanken die Einschaltquoten der Serie. Um dem Quotenverfall zu begegnen, experimentierten die Autoren; so wurden die CHiPs zu Geisterjägern oder versuchten sich mit der Suche nach Außerirdischen. Trotz all dieser Einfälle stiegen die Quoten nicht an, und die Produktion wurde nach der sechsten Staffel eingestellt, obwohl eine siebte bereits in Planung war.
Im Jahr 1998 produzierten Larry Wilcox und Erik Estrada – trotz ihrer Auseinandersetzungen in der Vergangenheit – den Fernsehfilm CHiPs ’99, in dem einige der alten Darsteller mitwirkten.
Die Titelmelodie wurde von John Parker (siehe Opening Credits in den Folgen auf den DVDs in der Box der ersten Staffel) komponiert. Die deutschsprachige Version der Serie wurde von der FFS Film- und Fernsehsynchron GmbH aus München synchronisiert.
Im März 2017 wurde die auf dem Film basierende US-amerikanische Filmkomödie CHiPs veröffentlicht. Die Regie übernahm Dax Shepard, der auch eine der Hauptrollen übernahm.

## DVD
In Deutschland sind derzeit die erste und zweite Staffel auf DVD erhältlich. Da alle sechs Staffeln digital erhältlich sind, ist mit einer Veröffentlichung der restlichen vier Staffeln auf DVD nicht zu rechnen.